# Henri Falk
Pour les articles homonymes, voir Falk et Falque.
Henri Falk (dit parfois Falque), né le 19 août 1881 à Neuilly-sur-Seine et mort le 6 mars 1937 en son domicile dans le 16e arrondissement de Paris, avocat à la Cour, écrivain, dramaturge, parolier, librettiste, compositeur et scénariste français. Décoré de la Croix de Guerre après la Première Guerre mondiale.

## Parolier
- 1921 : Nelly opérette de Marcel Lattès, nouvelle version de Maggie pré-citée, lyrics Jacques Bousquet, livret  Henri Falk, avec Denise Grey, Félix Oudart (Théâtre de la Gaîté-Lyrique)
- 1922 : Monsieur l’Amour de Marcel Lattès, livret René Peter et Henri Falk
- 1924 : Gosse de riche, comédie musicale en 3 actes, livret Jacques Bousquet et Henri Falk, musique Maurice Yvain, Théâtre Daunou
- 1925 :  Un Amant, couplets de L'opérette Mannequins (Fleur De Pêcher). Chantés Par Melle Edmée Favar. Paroles de Jacques Bousquet et Henri Falk, musique Joseph Szulc
- 1926 : À Paris tous les deux, opérette féerique en 3 actes et 6 tableaux, livret Jacques Bousquet, Comédie des Champs-Élysées
- 1929 : Jean V, comédie musicale en 3 actes, livret Jacques Bousquet, Henri Falk et André Barde
- 1931 : La Ronde des heures - Partition paroles Henri Falk, musique René Sylviano
- 1933 : Mannequins de René Hervil, livret Jacques Bousquet et Henri Falk
- 1935 : Dans un tour de valse Franz Doelle Franz et Falk Henri

## Filmographie

### Compositeur
- 1924 : L'Invite à la java (de la comédie musicale Gosse de riche, Théâtre Daunou) / créé par Alice Cocéa et Henry Defreyn, paroles de Maurice Yvain, Jacques Bousquet et Henri Falk ;
- 1931 : La Ronde des heures, d'Alexandre Ryder ;
- 1932 : Il suffit d'une petite femme (Film : Le Fils improvisé), paroles Henri Falk, Léo Lelièvre et Fernand Rouvray, musique  René Sylviano ;
- 1932 : On ne s'était rien dit (du film Le Fils improvisé), paroles de Henri Falk, Léo Lelièvre et Fernand Rouvray, musique René Sylviano ;
- 1933 : musique du film Caprice de princesse de Karl Hartl, Henri-Georges Clouzot et Henri Falk
- 1933 : On n'a jamais vu ça (Film : C'était un musicien), paroles Henri Falk, chanté par Fernand Gravey et Roland Toutain ;
- 1937 : Dans un tour de valse, (Film : Valse royale), musique Franz Doelle et Henri Falk

### Scénariste
- 1926 : Good and Naughty de Malcolm St. Clair
- 1930 : Un caprice de la Pompadour de Joë Hamman et Willi Wolff
- 1930 : Cendrillon de Paris de Jean Hémard
- 1930 : Komm' zu mir zum Rendezvous de Carl Boese
- 1930 : El amor solfeando d'Armand Guerra
- 1930 : L'amour chante de Robert Florey
- 1930 : Nos maîtres les domestiques de Hewitt Claypoole Grantham-Hayes
- 1931 : La Ronde des heures d'Alexandre Ryder
- 1931 : Le Bal de Wilhelm Thiele
- 1932 : La Belle Nuit de Frank Tuttle
- 1932 : Le Fils improvisé de René Guissart
- 1933 : Primerose de René Guissart
- 1933 : Le Père prématuré de René Guissart
- 1933 : Mannequins de René Hervil
- 1934 : Minuit, place Pigalle de Roger Richebé
- 1934 : Georges et Georgette de Roger Le Bon et Reinhold Schünzel
- 1934 : Vive la compagnie de Claude Moulins
- 1935 : Valse royale de Jean Grémillon
- 1935 : Les Sœurs Hortensias de René Guissart
- 1936 : Aventure à Paris de Marc Allégret, d'après la pièce de théâtre d'Henri Falk ("Le Rabatteur")
- 1946 : Madame et son flirt de Jean de Marguenat d'après le roman d'Henri Falk

## Théâtre
- Pièces jouées à Paris
  - 1912 : Grégoire (Théâtre Antoine, puis Théâtre du Palais-Royal) ;
  - 1926 : À Paris tous les deux de Jacques Bousquet, Félix Galipaux, Georges Ménier et Henri Falk, (Comédie des Champs-Élysées) ;
  - 1928 : Le Rabatteur (créée le 3 janvier 1928 au Théâtre de l'Avenue) avec Jules Berry ;
  - 1936 : Saint-Alphonse (Théâtre Pigalle).
- Pièces jouées à Broadway (New York)
  - 1925-1926 : Naughty Cinderella mise en scène Avery Hopwood, d'après René Peter et Henri Falk.

## Publications
- 1906 : Les privilèges de librairie sous l'ancien régime. Étude historique du conflit des droits sur l'œuvre littéraire, Paris, A. Rousseau.
- 1911 : L'Étonnante aventure de Sébastien Phlipot.
- 1917 : Le Maître des Trois États, publié en deux parties au Mercure de France (no 460, 16 août 1917, p. 648-675, et no 461, 1er septembre 1917, p. 72-102); rééd. en un volume, Mercure de France, 1939.
- 1919 : L’Âge de plomb, Paris, éditions À l'Œuvre.
- 1928 : Le Fils improvisé.
- 1931 : La Courte Échelle.
- 1933 : Le Père prématuré, coécrit avec Saturnin Fabre,
- 1934 : Ah ! Partons tous les deux, coécrit avec Franz Doelle.
- 1935 : Le Porc-épic.

Sans date [?] : 
- Ne rougissez pas
- La Main d'or
- Une poire pour la soif
- Le Porte-cartes
- Le Cadre volé
- Poèmes brefs, idylles et comédies
- Madame et son flirt
- Le Rabatteur

Collaborations au magazine Paris sex-appeal (1933-1939).